# Chiropetalum phalacradenium
Chiropetalum phalacradenium là một loài thực vật có hoa trong họ Đại kích. Loài này được (J.W.Ingram) L.B.Sm. & Downs mô tả khoa học đầu tiên năm 1988.